# Love Destiny
「Love Destiny」（ラヴ・デスティニー）は、堀江由衣の1枚目（通算3作目）のシングル。2001年5月16日にスターチャイルドから発売された。

## 概要
スターチャイルドから発売されたシングルとしては1枚目であり、以降のシングルもそれを基準にカウントされている。
表題曲「Love Destiny」とカップリングの「翼」は、それぞれテレビアニメ『シスター・プリンセス』のオープニングテーマとエンディングテーマとして使用された。なお、「Love Destiny」と「翼」はinstrumentalだが、「Sweet Baby Love」のみOff Vocalとなっている。初回盤はデジパック仕様になっている。
「Love Destiny」は、『シスター・プリンセス』の原作出版元であるアスキー・メディアワークスの社歌という噂があり、同社のイベント『DENGEKI MUSIC LIVE!!』で堀江が言及したこともある。また、元AKB48の渡辺麻友がアニメ好きになる原因となったと同時に芸能界に入るきっかけの一つである事を渡辺が堀江との対談で明かしている。2019年3月1日には、ソニー・ミュージックエンタテインメントのアニメソング人気投票キャンペーン「平成アニソン大賞」において声優ソング賞（2000年 - 2009年）に選出された。
「翼」は、声優の竹達彩奈が、自身のソロライブにてカバーし、「声優になるのを頑張ろうと思える、希望みたいな形になった、思い出の大事な曲」と評した。

## 収録曲
1. Love Destiny [4:31] 
作詞・作曲：伊藤千夏、編曲：小林信吾
2. 翼 [4:30] 
作詞：有森聡美、作曲：池田浩雄、編曲：太田美知彦
3. Sweet Baby Love [5:37] 
作詞・作曲：岡田実音、編曲：岡田実音・高島智明
4. Love Destiny （instrumental）
5. 翼 （instrumental）
6. Sweet Baby Love （Off Vocal）

## タイアップ
| 曲名         | タイアップ                                             |
| ------------ | ------------------------------------------------------ |
| Love Destiny | テレビアニメ『シスター・プリンセス』オープニングテーマ |
| 翼           | テレビアニメ『シスター・プリンセス』エンディングテーマ |

## 収録アルバム
| 曲名            | 収録アルバム                 | 発売日         | 備考                                                    |
| --------------- | ---------------------------- | -------------- | ------------------------------------------------------- |
| Love Destiny    | 『黒猫と月気球をめぐる冒険』 | 2001年11月29日 | 1stオリジナルアルバム Album Mixとして収録されている。   |
| Love Destiny    | 『BEST ALBUM』               | 2012年9月20日  | 2ndベストアルバム                                       |
| 翼              | 『黒猫と月気球をめぐる冒険』 | 2001年11月29日 | 1stオリジナルアルバム Album Mix版として収録されている。 |
| 翼              | 『BEST ALBUM』               | 2012年9月20日  | 2ndベストアルバム 初回限定版のみ収録。                  |
| Sweet Baby Love | アルバム未収録               |                |                                                         |